# Комиссия по фильмам, театрам и вещанию
Управление мэрии по кино, театру и радиовещанию (англ. Mayor's Office of Film, Theatre & Broadcasting (MOFTB)) - является старейшей кинокомиссией в Соединенных Штатах. Это структура в мэрии  Нью-Йорка отвечает за муниципальную поддержку кино и телевизионного производства, включая одобрение съемок фильмов и поддержание связей с правительственными учреждениями, помогает в развитии отрасли на территории города. Офис предоставляет бесплатные разрешения, бесплатные общественные места и бесплатное полицейское сопровождение. Комиссия разрабатывает правила и законы, предоставляет страховую информацию и другую полезную информацию для производства фильмов и другой медийной продукции. 
Основываясь на начинаниях мэра Джона В. Линдсея в 1966 году и мэра Абрахама Бима в 1974 году, комиссия поддерживает отрасль, которая производит продукции более чем на 5 миллиардов долларов ежегодно и создает для 100 000 жителей Нью-Йорка рабочие места.

## История
В своей кампании 1965 года на пост мэра Джон Линдсей пообещал вернуть кинопроизводителей обратно в Нью-Йорк, упростив процесс получения необходимых разрешений на съемки в городе.
В то время для начала съемок требовались отдельные разрешения от нескольких агентств. В 1966 году разрешительные органы были объединены в рамках Министерства торговли Нью-Йорка. В городе сразу начался 100% - рост производства продукции по сравнению с предыдущим годом, что принесло, по оценкам, дополнительные $20 млн налогов для города. В 1974 году мэр Абрахам Бим расширил городскую поддержку, создав Консультативный совет мэра по кинофильмам и телевидению во главе с директором Уолтером Вудом. В 1993 году, произошла забастовка театральных союзов, которая почти остановил производство кино и театральных поставок в Нью-Йорке. Мэр Дэвид Динкинс поднял статуса с отдела до управления  и назначил профессионала киноиндустрии Ричарда Брика своим первым комиссаром. С 2016 года офис курирует Джулия Менин, которая имеет статус комиссара (зам. мэра).

## Примечание
1. 1 2  Mission Statement of the Mayor’s Office of Film, Theatre & Broadcasting Архивировано 8 марта 2010 года., retrieved 2010-02-23.
2. 1 2 3 4 5  History of the Mayor's Office of Film, Theatre & Broadcasting Архивировано 27 мая 2010 года., retrieved 2010-02-04.
3. ↑  Janofsky, Michael (25 ноября 1992), Dinkins Turns to Industry Experience to Lure Films Back to City, The New York Times, Архивировано 18 сентября 2009, Дата обращения: 23 февраля 2010 Источник. Дата обращения: 19 марта 2019. Архивировано 18 сентября 2009 года.
4. ↑  Purdy, Matthew (27 февраля 1994), Hollywood Is Casting; New York Stays Home, The New York Times, Архивировано 26 мая 2015, Дата обращения: 23 февраля 2010 Источник. Дата обращения: 19 марта 2019. Архивировано 26 мая 2015 года.